# Eric Lilliehöök (bibliotekarie)
Eric Ericsson Lilliehöök, född 10 juni 1910 i Svea trängkårs församling i Örebro, död 9 september 1990 i Sigtuna, var en svensk bibliotekarie och hedersdoktor.
Han var son till kaptenen Eric Bertilson Lilliehöök och Elsa Leuhusen samt från 1956 gift med Ingrid Lukas. Lilliehöök var bibliotekarie vid Sigtunastiftelsen åren 1946–1977 och blev filosofie hedersdoktor vid Uppsala universitet 1975. Efter Lilliehööks pensionering övertog hans hustru chefskapet för biblioteket fram till 1992. Svenska Akademien förvaltar Stiftelsen Eric och Ingrid Lilliehööks fond som delar ut ett årligt stipendium till författare, översättare och bibliotekarier. Makarna Lilliehöök är begravda på Sigtuna kyrkogård.